# Зигмарсцел
Зигмарсцел (њем. Sigmarszell) општина је у њемачкој савезној држави Баварска. Једно је од 19 општинских средишта округа Линдау (Бодензе). Према процјени из 2010. у општини је живјело 2.811 становника. Посједује регионалну шифру (AGS) 9776126.

## Географски и демографски подаци
Зигмарсцел се налази у савезној држави Баварска у округу Линдау (Бодензе). Општина се налази на надморској висини од 482 метра. Површина општине износи 16,0 km². У самом мјесту је, према процјени из 2010. године, живјело 2.811 становника. Просјечна густина становништва износи 176 становника/km².